# خورخي كانافيسي
خورخي كانافيسي (بالإسبانية: Jorge Canavesi)‏ مواليد 22 أغسطس 1920 في بوينس آيرس، الأرجنتين - الوفاة 2 ديسمبر 2016، كان مدرب كرة سلة أرجنتيني ولاعب. دخل قاعة مشاهير الاتحاد الدولي لكرة السلة.

## روابط خارجية
- خورخي كانافيسي على موقع أوليمبيديا (الإنجليزية)